# Isoperla bilineata
Isoperla bilineata är en bäcksländeart som först beskrevs av Thomas Say 1823.  Isoperla bilineata ingår i släktet Isoperla och familjen rovbäcksländor. Inga underarter finns listade i Catalogue of Life.